# Kozia Góra (Schlesische Beskiden)

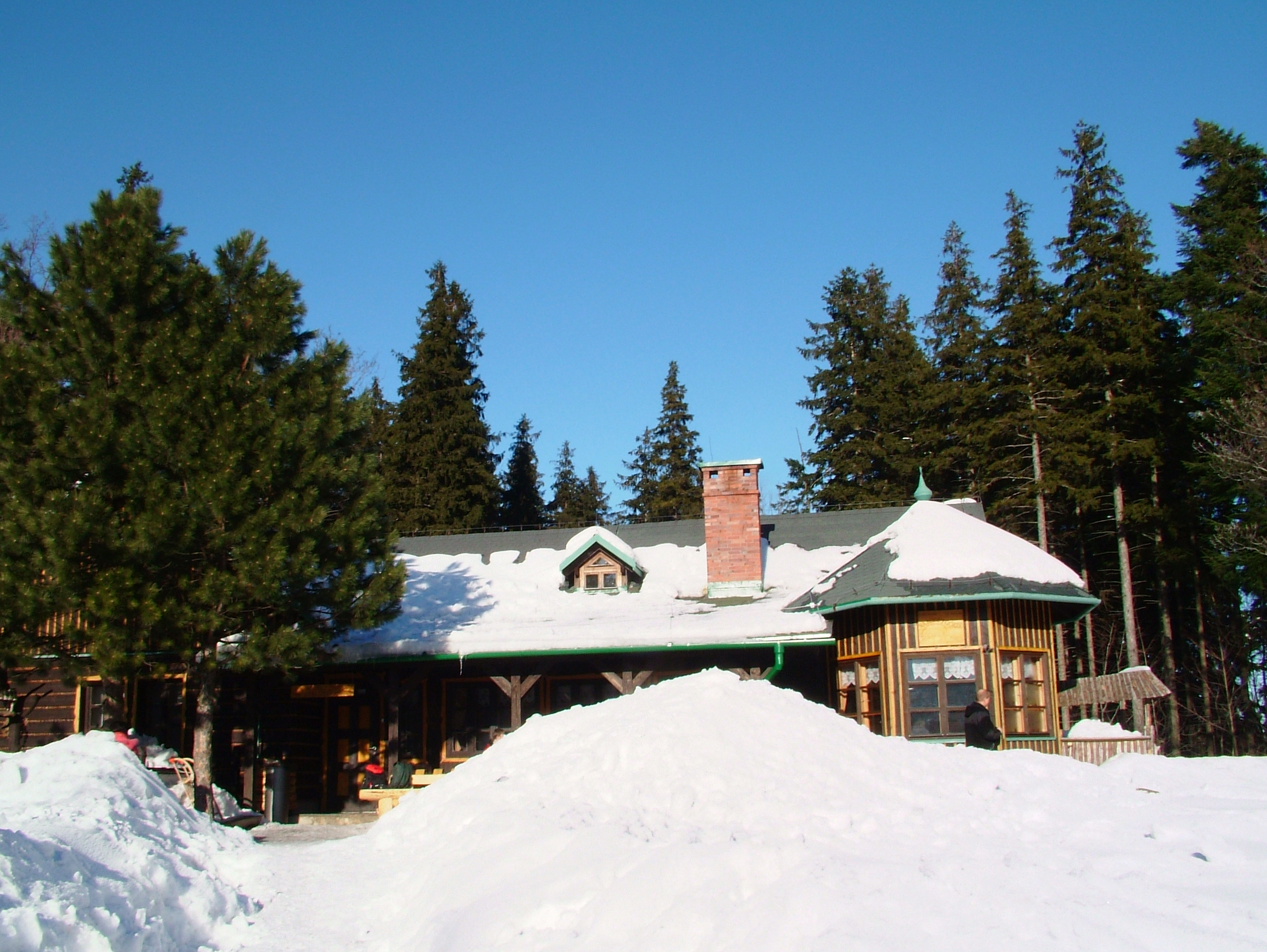
Berghütte

Die Kozia Góra (deutsch: Ziegenbock) ist ein Berg in Polen. Er liegt auf dem Gemeindegebiet von Bielsko-Biała. Mit einer Höhe von 683 m ist er einer der niedrigeren Berge im Klimczok-Kamm der Schlesischen Beskiden. Der Berg ist ein beliebtes Touristenziel mit vielen Ausblicken auf die benachbarten Gebirge und das Tiefland. Zu Zeiten, als Teschen Schlesien von den Habsburgern regiert wurden, fanden geheime evangelische Gottesdienste in den Wäldern des Berges statt. Der Johannesaltar zeugt noch von diesen verbotenen Messen.

## Tourismus
- Auf den Gipfel führen mehrere markierte Wanderwege von Bielsko-Biała.
- Auf dem Berg befindet sich die Berghütte Kozia Góra
- Auf den Hängen befindet sich die damals mit 2.200 m europaweit längste Bobrodelbahn aus den 1950er Jahren. Derzeit ist sie außer Betrieb.
- Auf den Hängen befand sich eine Skisprungschanze. Derzeit ist sie außer Betrieb.

## Panorama

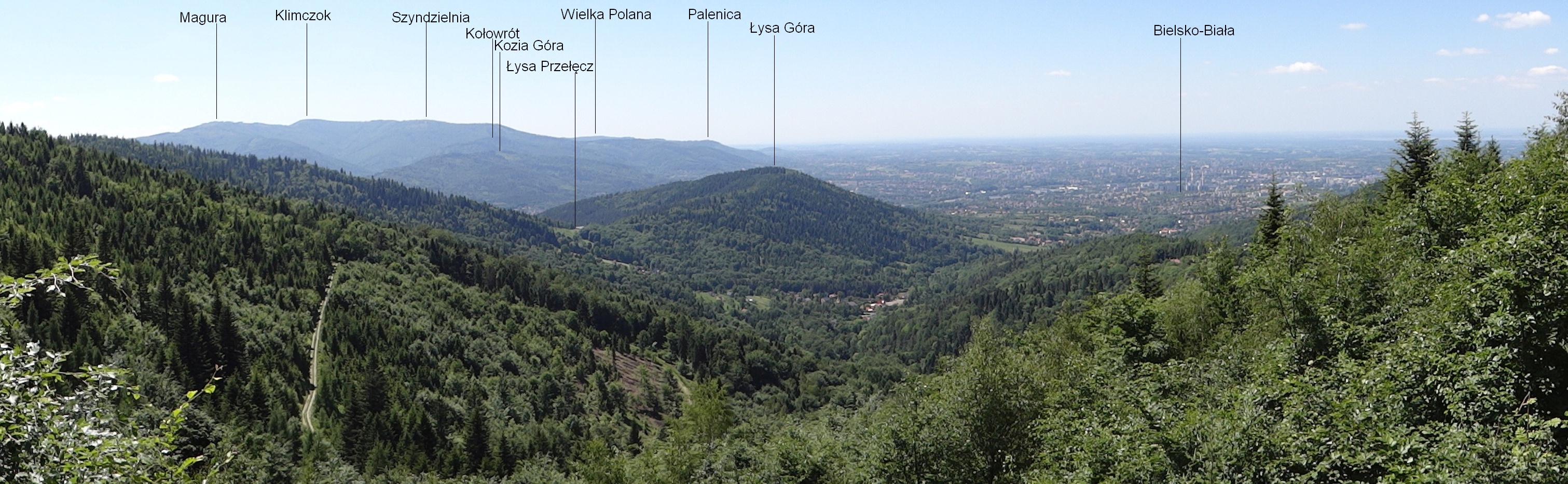
Gipfel links im Bild, Blick von der Sokołówka in den Kleinen Beskiden